# Ortler-Alpen
Die Ortler-Alpen, auch Ortlergruppe, italienisch Gruppo Ortles-Cevedale, rätoromanisch Alps da l’Ortler, sind eine Gebirgsgruppe der Ostalpen in Norditalien und der angrenzenden Schweiz. Anteil an den Ortler-Alpen haben Südtirol, das Trentino, die zur Lombardei gehörenden Provinzen Sondrio und Brescia sowie ein wenig der Schweizer Kanton Graubünden. Der Großteil der Gruppe liegt in Südtirol – so auch der höchste Gipfel, der Ortler, der mit einer Höhe von 3905 m s.l.m. auch der höchste Berg der Region Tirol ist und die Gruppe zur zweithöchsten in den Ostalpen nach der Berninagruppe macht.

## Begriffsgeschichte
Die beiden Begriffe Ortler-Gruppe und Ortler-Alpen (jeweils auch ohne Bindestrich verwendet) werden seit dem 19. Jahrhundert im deutschen Sprachraum parallel nebeneinander gebraucht, teils als Synonyme, teils im Bedeutungsumfang variierend. Die 1924 veröffentlichte Gebirgsgruppeneinteilung von Josef Moriggl (Moriggl-Einteilung) verwendete die Bezeichnung Ortler-Gruppe für ein sehr großräumiges Gebiet. Die 1984 veröffentlichte Alpenvereinseinteilung der Ostalpen (AVE), der dieser Artikel folgt, löste diese Großgruppe auf und etablierte an ihrer Stelle die voneinander gesonderten Einheiten Ortler-Alpen und Sobretta-Gavia-Gruppe.
In der Literatur finden sich auch diverse weitere Abweichungen hinsichtlich des Umfangs der Ortler-Alpen/Ortler-Gruppe. Umstritten ist seit jeher die Zurechnung der in der Schweiz gelegenen Gebiete (Umbrailgruppe, Chavalatschkamm), die dort typischerweise den Bündner Alpen bzw. den Münstertaler Alpen zugeordnet werden. Vereinzelt hingegen als Teil der Ortler-Alpen/Ortler-Gruppe aufgefasst wird die Nonsberggruppe mit Laugen und Mendelkamm.

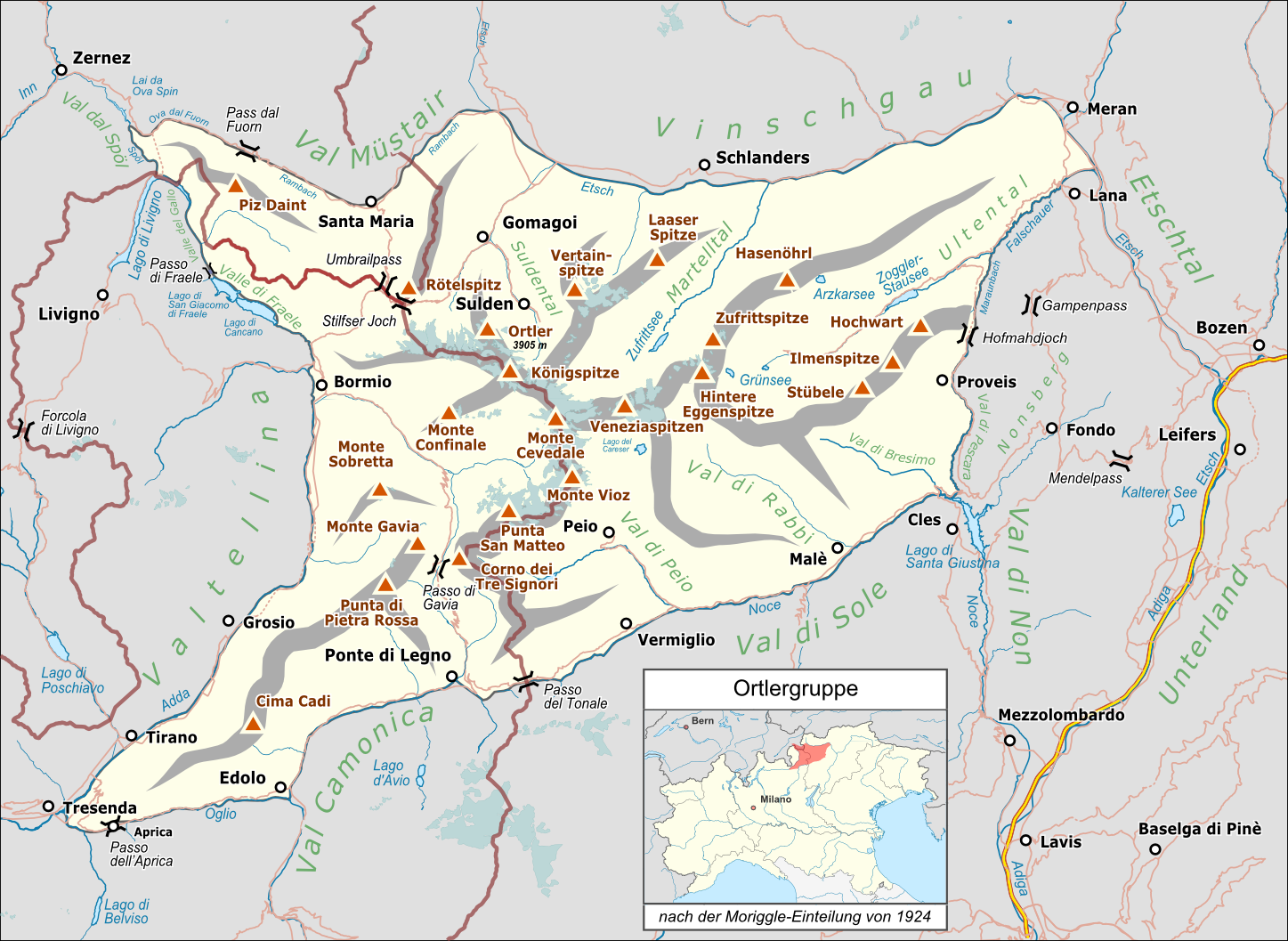
Ortlergruppe nach Josef Moriggl
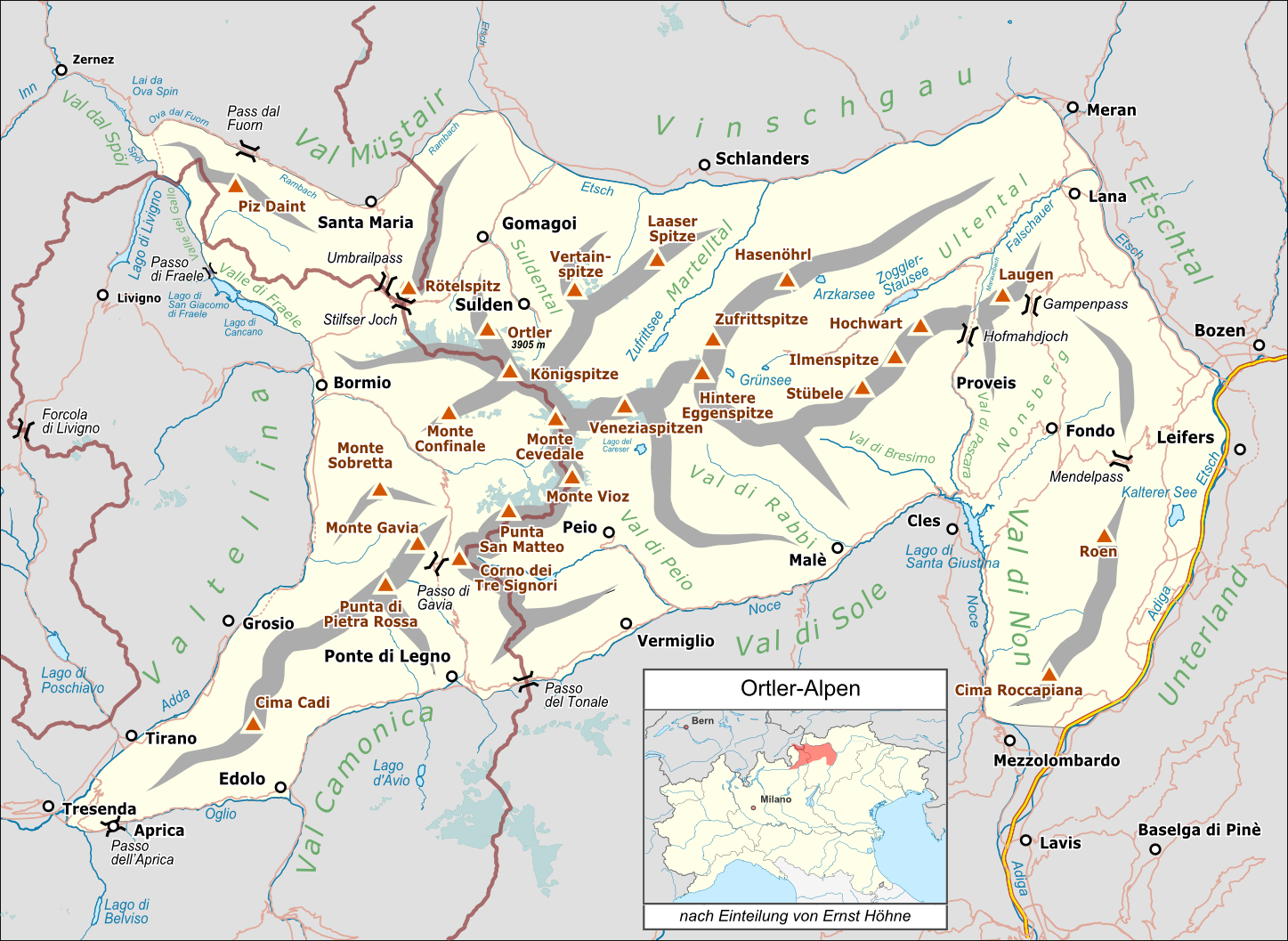
Ortler-Alpen nach Ernst Höhne

## Lage

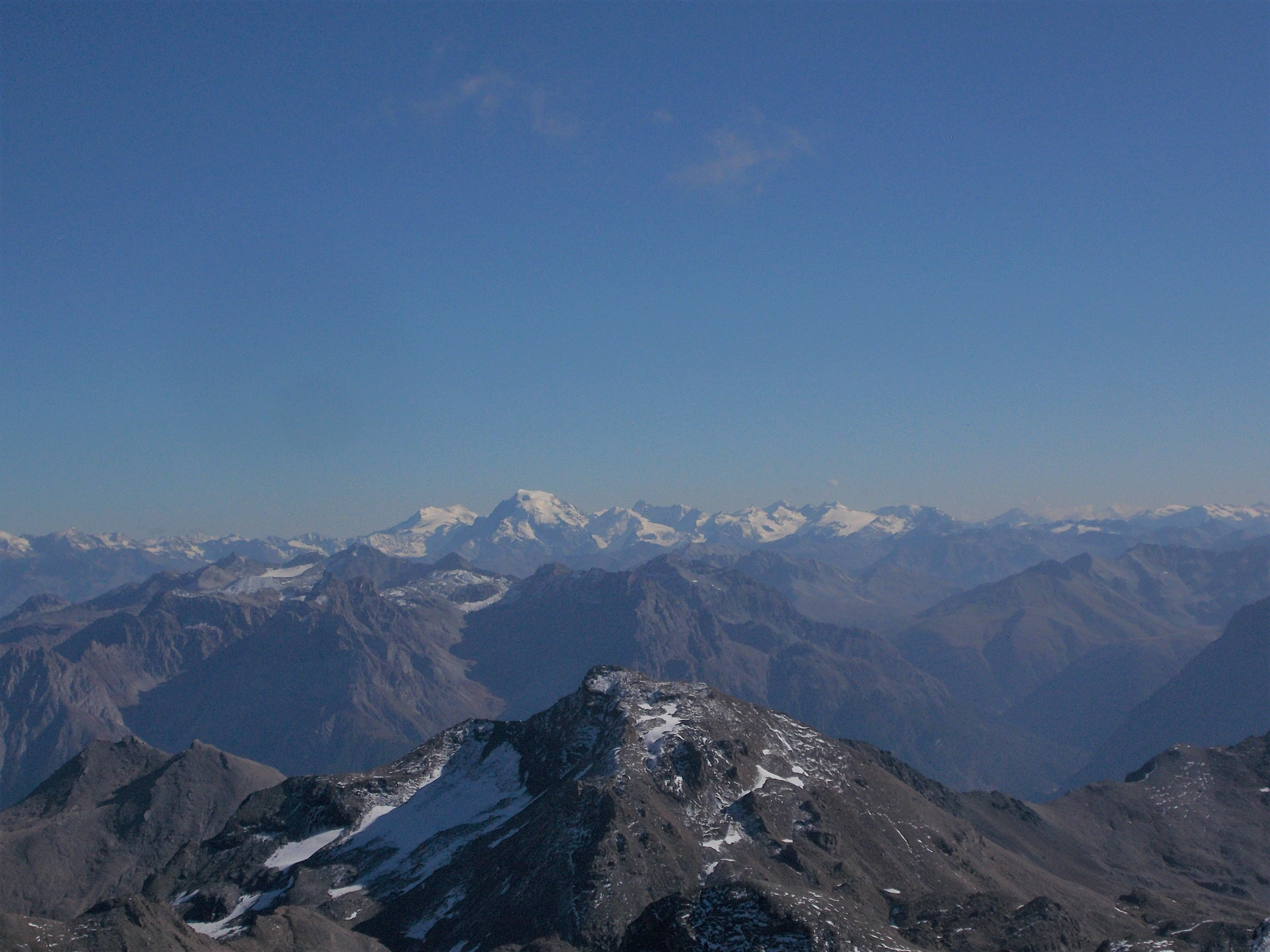
Ortlermassiv vom Fluchthorn, Piz Tasna vorn

Die Ortler-Alpen werden tektonisch zwar den Zentralalpen zugeordnet, da sie nördlich der geologischen Störung der Tonalelinie liegen, im allgemein regionalgeographischen Sinne aber zu den südlichen Ostalpen (Südalpen) gezählt, weil sie sich südlich der Längstalfurche Veltlin (Adda) – Vinschgau (Etsch) befinden. Alpinistisch zählt der Ortler-Hauptkamm zu den südlichen Kalkalpen.
Nach der Alpenvereinseinteilung der Ostalpen (AVE) wird die Gruppe wie folgt begrenzt:
- im Osten von der Nonsberggruppe durch die Linie Meran – Lana – Ultental – Einmündung Maraunbach in Valschauer – Hofmahd – Lederbach – Proveis – Val di Pescara – Lago di Santa Giustina – Malé;
- im Süden von der Brentagruppe und der Adamello-Presanella-Gruppe durch die Linie Malè – Val di Sole (Nocetal) – Tonalepass – Ponte di Legno;
- im Westen von der Sobretta-Gavia-Gruppe und den Livigno-Alpen durch die Linie Ponte di Legno – Gaviapass – Bormio – Valle di Fraele – Passo di Fraele – Valle del Gallo – Spöltal bis Einmündung Ova dal Fuorn – Ofenpass;
- und im Norden von der Sesvennagruppe und den Ötztaler Alpen durch die Linie Ofenpass – Val Müstair bis Einmündung Rambach in die Etsch – Etsch bis Meran (Vinschgau).

Mit Ausnahme der Umbrailgruppe und des Chavalatschkamms, die sich komplett oder teilweise in der Schweiz befinden, liegen die Ortler-Alpen zur Gänze auf italienischem Staatsgebiet.
Nach der Suddivisione orografica internazionale unificata del Sistema Alpino (SOIUSA) der französisch-italienischen Literatur zählen die gesamten Ortler-Alpen mit ihren westlichen, südlichen und nördlichen Nachbarn zu den Rätischen Alpen (Sezione 28 Alpi Retiche Meridionali).

## Gliederung

### Umbrailgruppe
Die Umbrailgruppe liegt nordwestlich des Umbrailpasses. Die Gruppe wird selten besucht, öfter bestiegen wird nur der Piz Umbrail (3032 m) in der Nähe des Passes.

### Chavalatschkamm

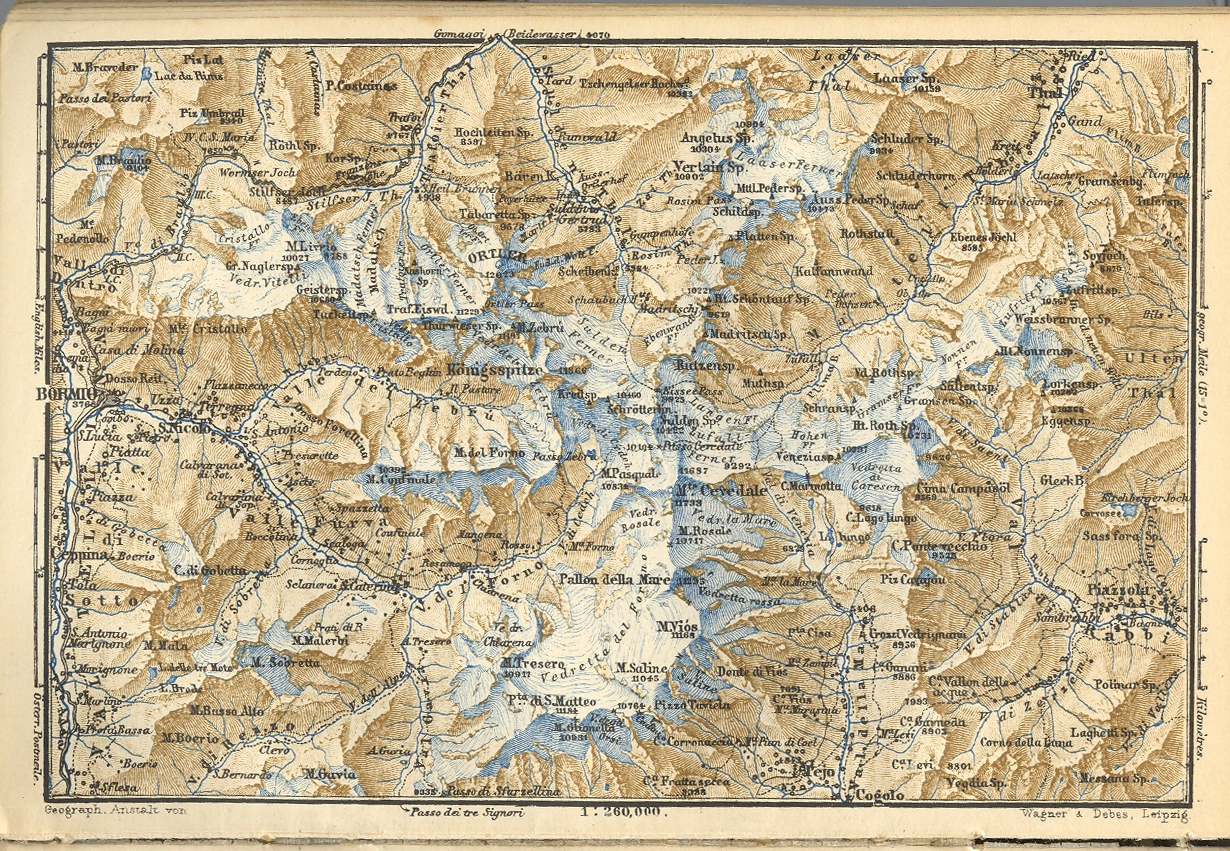
Karte aus dem Jahre 1878

Der Chavalatschkamm (auch Costainaskamm oder Fallaschkamm genannt) trennt das Val Müstair im Westen vom Trafoital und unteren Suldental im Osten. Entlang des Kamms, vom Stilfser Joch ausgehend, verläuft die Grenze zwischen dem Kanton Graubünden und Südtirol. Öfter bestiegene Gipfel sind das Glurnser Köpfl, mit einer Höhe von 2401 m s.l.m. der nördliche Abschluss gegen Glurns und den Vinschgau hin, sowie der Piz Chavalatsch und die Dreisprachenspitze.

### Ortler-Hauptkamm

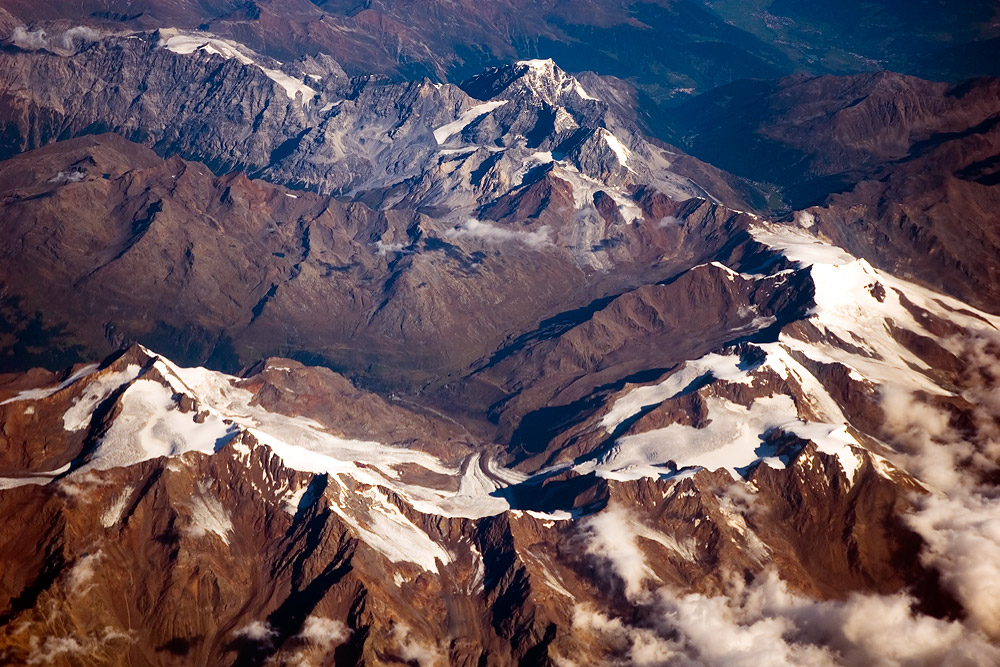
Luftaufnahme der Ortler-Alpen, mit Ortler (oben mittig), Monte Cevedale (rechts mittig) und Punta San Matteo (links, untere Mitte). Deutlich ist der Gegensatz zwischen den Karbonatgesteinen (grau) oben und den Kristallingesteinen (braun) erkennbar.

Der Ortler-Hauptkamm (im nordwestlichen Teil auch Kristallkamm genannt) führt in einem weiten, nach Westen geöffneten Bogen vom Stilfser Joch zunächst nach Osten und biegt später (ab diesem Punkt auch Cevedale-Vioz-Kamm genannt) nach Süden und Südwesten ab, wo er am Gaviapass und Tonalepass ausläuft.
Der Ortler selbst befindet sich auf einem kurzen, nach Norden abzweigenden Seitenkamm, der das Trafoital und das Suldental voneinander trennt. Zu den bedeutendsten Gipfeln im Hauptkamm zählen die Trafoier Eiswand, die Thurwieserspitze, der Monte Zebrù, die Königspitze, die Zufallspitzen, der Cevedale, der Palòn de la Mare, der Monte Vioz und die Punta San Matteo.

### Confinale-Kamm
Der Confinale-Kamm, benannt nach dem Monte Confinale, löst sich an der Königspitze vom Hauptkamm und streicht in südwestliche Richtung.

### Laaser Berge
Die Laaser Berge (in Teilen auch Laas-Marteller Kamm genannt) zweigen bei der Suldenspitze am Ortler-Hauptkamm Richtung Norden ab und bilden eine bedeutende, in sich wiederum untergliederte Gruppe. Zunächst führt ein nur schwach vergletscherter Kamm, auf dem sich die Hintere Schöntaufspitze befindet, zur Schildspitze. Dort teilt sich der Kamm in zwei Äste, die das Laaser Tal, ein Seitental des Vinschgaus, umschließen. Die bedeutendsten Erhebungen des direkt nach Norden führenden Asts sind die Vertainspitze und der Hohe Angelus, während sich im nach Nordosten führenden, das Martelltal begrenzenden Ast die Mittlere Pederspitze und die Laaser Spitze.

### Zufrittkamm
Der Zufrittkamm ist nach der Zufrittspitze benannt und zweigt an den Zufallspitzen vom Ortler-Hauptkamm Richtung Nordosten ab. Auf einer Strecke von über 40 km trennt er zunächst das Martelltal vom Val di Peio und Val di Rabbi, später das Martelltal vom Ultental und zuletzt den Vinschgau vom Ultental, bis er in der Gegend von Meran ausläuft. Nach seinen Begrenzungstäler wird er daher streckenweise als Marteller-Ultener Kamm oder Vinschgau-Ultener Kamm benannt, der Abschnitt zwischen Fürkelescharte und Hasenöhrl wird auch als Marteller Hauptkamm bezeichnet. Bedeutende Gipfel im Zufrittkamm sind neben der Zufrittspitze die Veneziaspitzen, die Hintere Rotspitze, die Lorchenspitze, das Hasenöhrl, der Hohe Dieb und die Naturnser Hochwart.

### Careser-Kamm
An der Hinteren Rotspitze zweigt der Careser-Kamm vom Zufrittkamm Richtung Süden ab, der zum Val di Sole hin abfällt. Auf dieser Strecke trennt er das Val di Peio vom Val di Rabbi. Als bedeutendster Gipfel erhebt sich die Cima Careser.

### Ilmenkamm
Der Ilmenkamm ist nach der im mittleren Verlauf aufragenden Ilmenspitze benannt und zweigt bei der Lorchenspitze vom Zufrittkamm ab. Der Verlauf führt zunächst Richtung Südosten, später nach Osten und zuletzt gegen Nordosten. Nordseitig fällt der Ilmenkamm ins Ultental ab, südseitig ins Val di Rabbi, Valle di Bresimo und ins Nonstal ab. Höchster Gipfel des Kamms, der am Hofmahdjoch endet, ist die Hintere Eggenspitze im Ultner Talschluss.

## Gipfel
Der Hauptkamm trägt die mit Abstand höchsten und bekanntesten Gipfel der Gruppe, die das Suldental dominierenden Ortler und Königspitze, und den Monte Cevedale. Insgesamt gibt es in den Ortler-Alpen etwa 25 Gipfel über 3500 m und mehr als 100 Dreitausender. Die meisten Gipfel werden im Alpenvereinsführer mit zwei verschiedenen Höhenangaben angeführt, eine nach der alten deutsch-österreichischen Vermessung (zumindest teilweise noch von 1854) und eine nach der neueren italienischen. Die beiden Höhenangaben unterscheiden sich um wenige Meter, die sich rein aus den unterschiedlichen Bezugssystemen nicht erklären lassen.

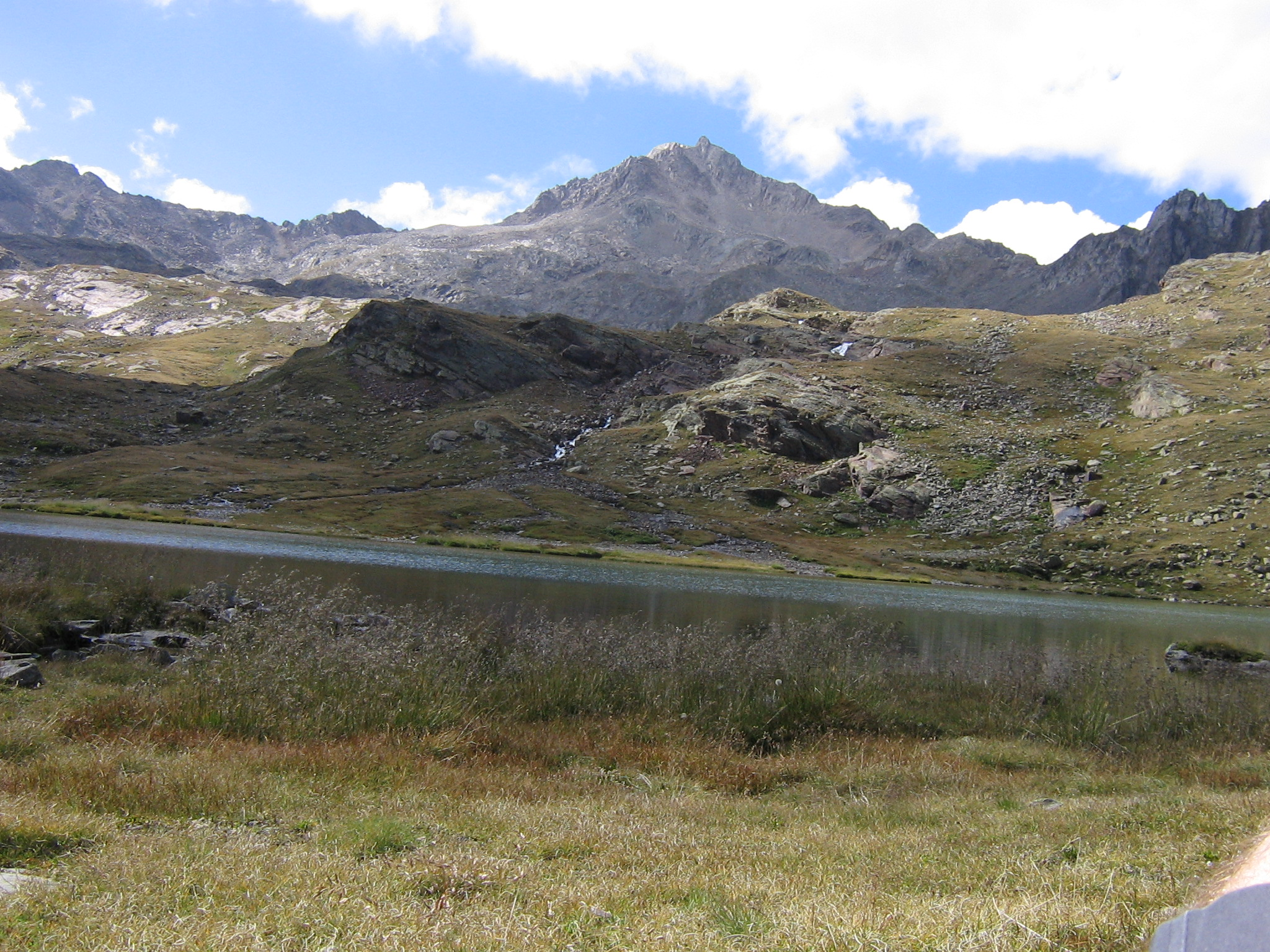
Corno dei Tre Signori (3.360 m) vom Lago di Ercavallo

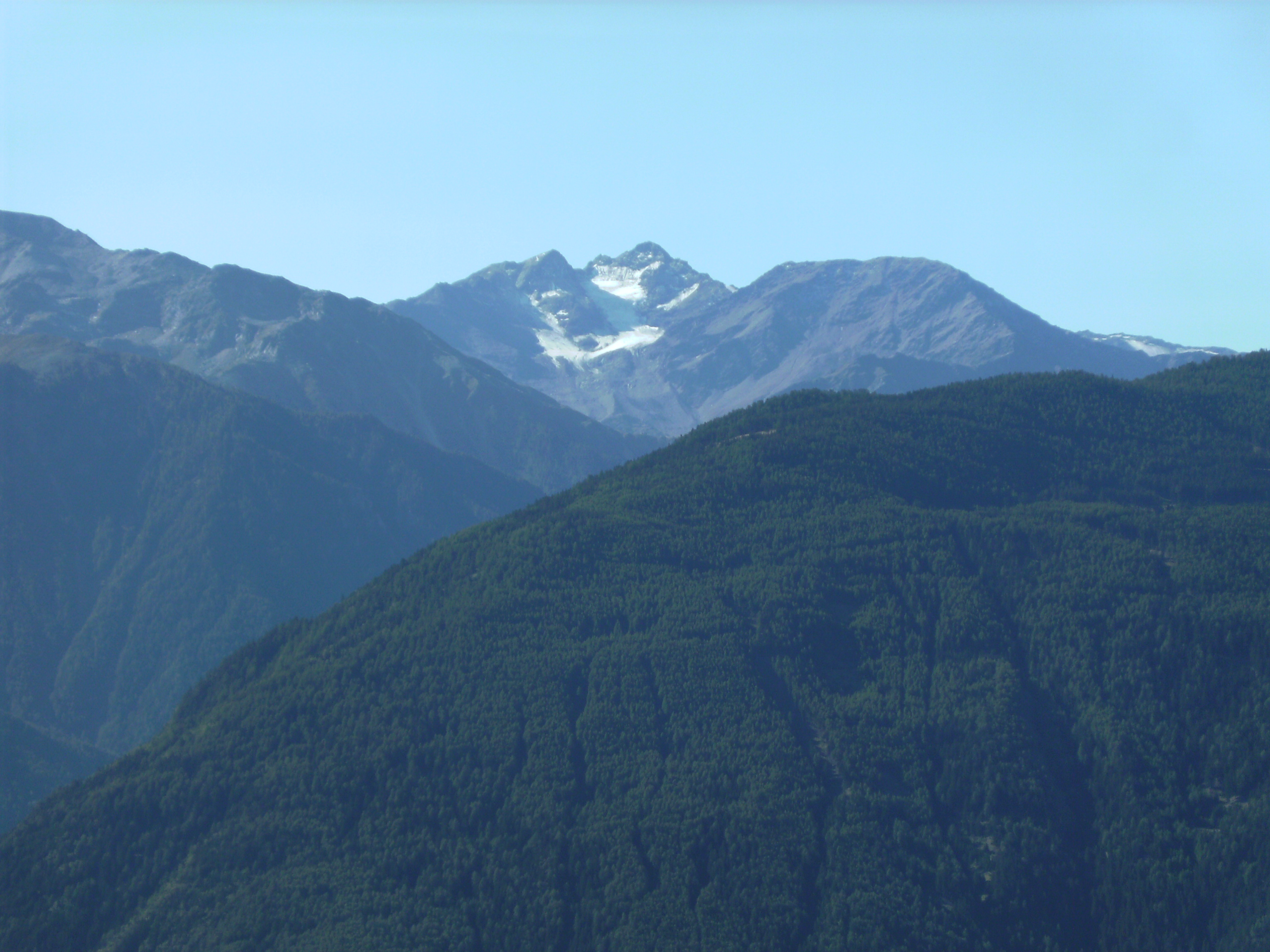
Zufrittspitze (3.439 m) aus dem Vinschgau

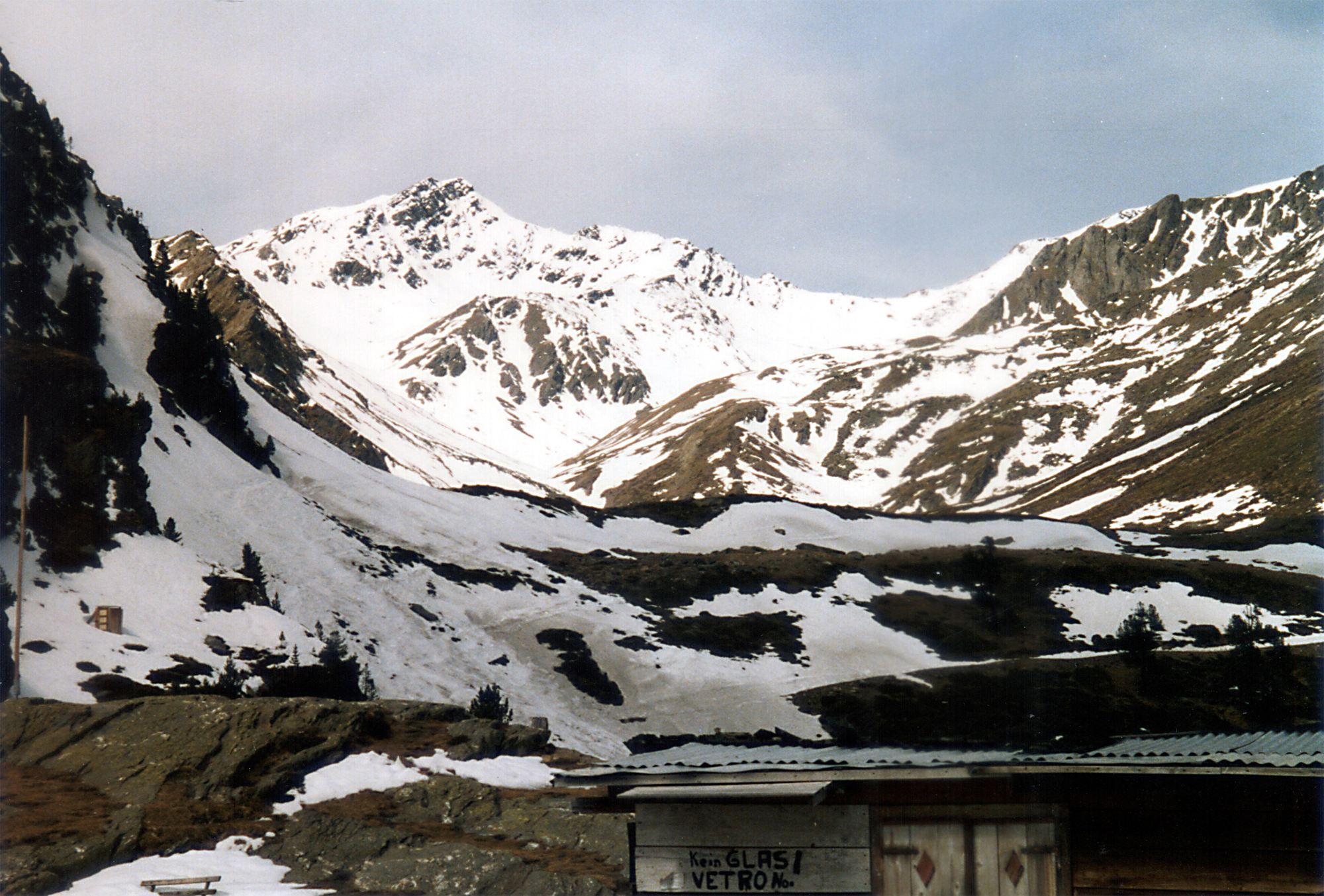
Madritschspitze (3.265 m) von der Zufallhütte

| Gipfel (abweichende ital. Bezeichnung)  | italienische Vermessung | deutsch-österreichische Vermessung | schweizerische Vermessung |
| --------------------------------------- | ----------------------- | ---------------------------------- | ------------------------- |
| Ortler (Ortles)                         | 3905 m s.l.m.           | 3899 m ü. A.                       |                           |
| Königspitze (Gran Zebrù)                | 3851 m s.l.m.           | 3859 m ü. A.                       |                           |
| Monte Cevedale                          | 3769 m s.l.m.           | 3778 m ü. A.                       |                           |
| Monte Zebrù                             | 3735 m s.l.m.           | 3740 m ü. A.                       |                           |
| Palòn de la Mare                        | 3703 m s.l.m.           | 3708 m ü. A.                       |                           |
| Punta San Matteo                        | 3678 m s.l.m.           |                                    |                           |
| Thurwieserspitze (Punta Thurwieser)     | 3652 m s.l.m.           |                                    |                           |
| Monte Vioz                              | 3645 m s.l.m.           |                                    |                           |
| Pizzo Tresero                           | 3594 m s.l.m.           | 3602 m ü. A.                       |                           |
| Trafoier Eiswand                        | 3565 m s.l.m.           | 3563 m ü. A.                       |                           |
| Monte Pasquale                          | 3553 m s.l.m.           |                                    |                           |
| Vertainspitze (Cima Vertana)            | 3545 m s.l.m.           | 3541 m ü. A.                       |                           |
| Hoher Angelus                           | 3521 m s.l.m.           | 3536 m ü. A.                       |                           |
| Schildspitze                            | 3461 m s.l.m.           | 3468 m ü. A.                       |                           |
| Tuckettspitze (Cima Tuckett)            | 3462 m s.l.m.           | 3466 m ü. A.                       |                           |
| Hintere Eggenspitze (Cima Sternai)      | 3443 m s.l.m.           |                                    |                           |
| Zufrittspitze (Gioveretto)              | 3439 m s.l.m.           | 3438 m ü. A.                       |                           |
| Veneziaspitze (Cima Venezia)            | 3386 m s.l.m.           |                                    |                           |
| Tschenglser Hochwand (Croda di Cengles) | 3375 m s.l.m.           | 3373 m ü. A.                       |                           |
| Monte Confinale                         | 3370 m s.l.m.           |                                    |                           |
| Corno dei Tre Signori                   | 3360 m s.l.m.           |                                    |                           |
| Hintere Rotspitze (Cima Rossa di Saent) | 3347 m s.l.m.           |                                    |                           |
| Köllkuppe (Cima Marmotta)               | 3330 m s.l.m.           | 3327 m ü. A.                       |                           |
| Hintere Schöntaufspitze                 | 3325 m s.l.m.           | 3324 m ü. A.                       |                           |
| Laaser Spitze (auch Orgelspitze)        | 3305 m s.l.m.           | 3304 m ü. A.                       |                           |
| Hasenöhrl (l’Orecchia di Lepre)         | 3257 m s.l.m.           | 3256 m ü. A.                       |                           |
| Piz Murtaröl                            |                         |                                    | 3180 m ü. M.              |
| Piz Tea Fondada                         |                         |                                    | 3143 m ü. M.              |
| Piz Schumbraida                         |                         |                                    | 3124 m ü. M.              |
| Monte Scorluzzo                         | 3094 m s.l.m.           |                                    |                           |
| Piz Umbrail                             |                         |                                    | 3032 m ü. M.              |
| Rötlspitze                              |                         |                                    | 3026 m ü. M.              |
| Piz Daint                               |                         |                                    | 2967 m ü. M.              |
| Piz Turettas                            |                         |                                    | 2962 m ü. M.              |
| Jennwand                                | 2962 m s.l.m.           | 2958 m ü. A.                       |                           |
| Dreisprachenspitze                      |                         |                                    | 2843 m ü. M.              |
| Piz Chavalatsch                         |                         |                                    | 2763 m ü. M.              |
| Munt la Schera                          |                         |                                    | 2586 m ü. M.              |
| Glurnser Köpfl                          | 2401 m s.l.m.           |                                    |                           |

## Gletscher und Gewässer

### Gletscher

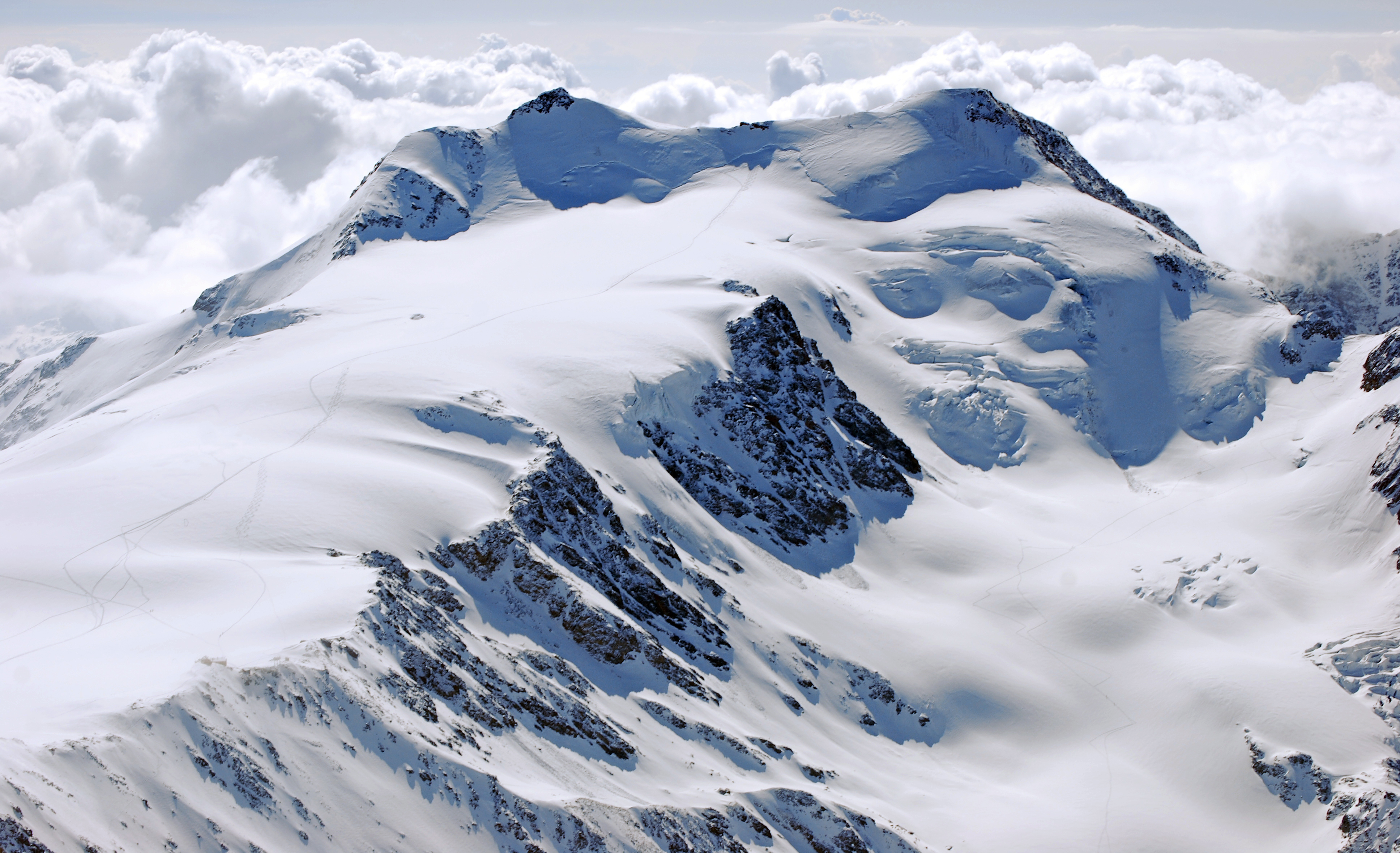
Zufallspitzen und Monte Cevedale (v. l. n. r.)

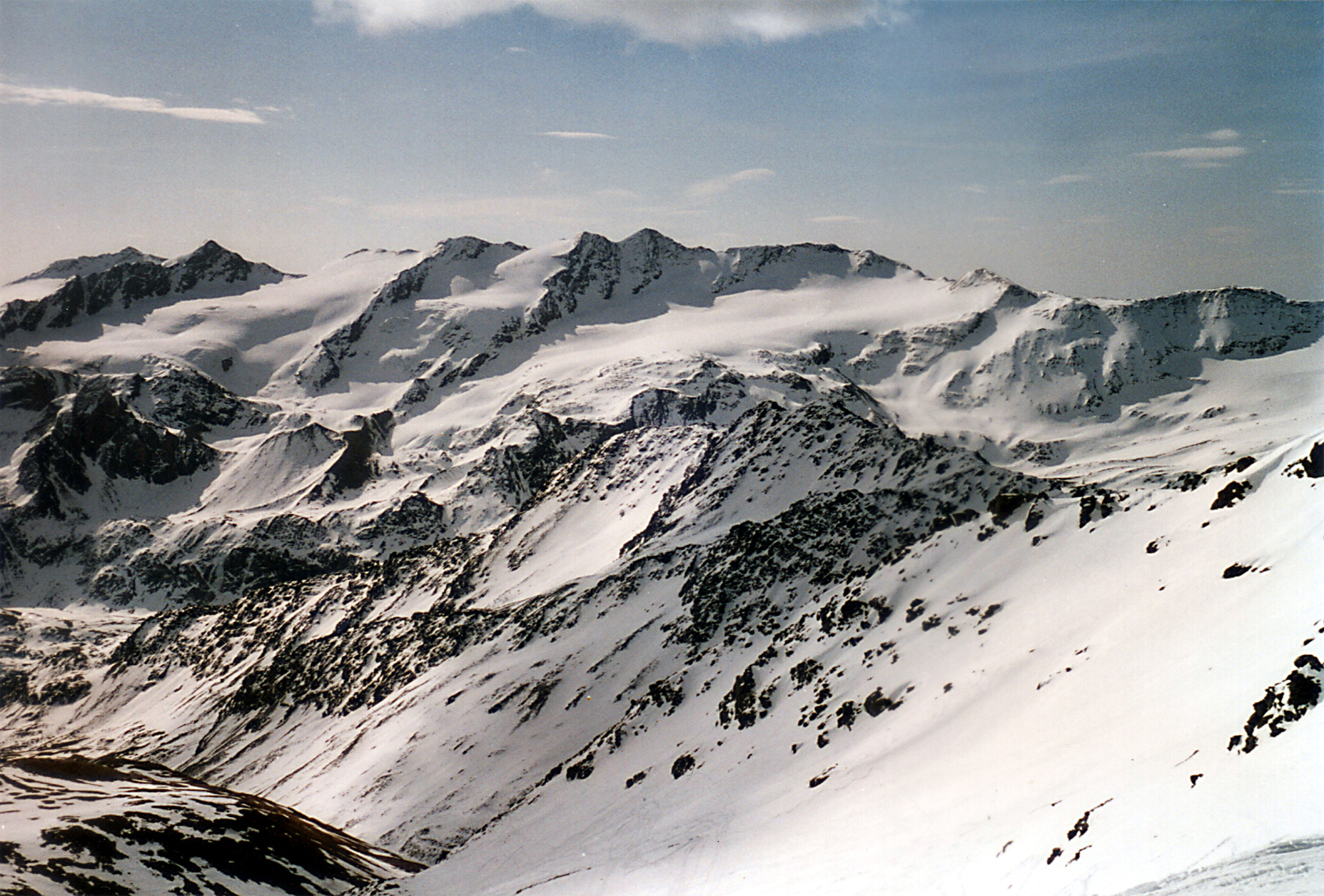
Veneziaspitze mit Schranferner, Ultenmarktferner und Hohenferner (v. l. n. r.)

Die Ortler-Alpen sind eine stark vergletscherte Alpengruppe, die stärksten Vergletscherungen weisen dabei der Kristallkamm nach Norden zum Stilfser Joch, der Monte Cevedale mit seinem Plateau und den Gletschern Richtung Martelltal sowie der Fornokessel Richtung Nordwesten auf. Insgesamt weist die Gruppe rund 100 Gletscher auf.
Der Fornokessel, der sich in einem weiten Bogen über beinahe 20 km vom Pizzo Tresero zum Palòn de la Mare (und weiter zum Monte Cevedale) zieht und das Valle dei Forni in seinem Norden umschließt, wird im Wesentlichen von einem einzigen Gletscher, dem Forni-Gletscher (Ghiacciaio dei Forni) gefüllt. Der Forni-Gletscher ist der größte Gletscher der Ortler-Alpen und einer der größten Gletscher der Ostalpen überhaupt. Auch er ist vom allgemeinen Rückgang der Gletscher seit der Mitte des 19. Jahrhunderts betroffen und ist mit Mikroplastik belastet. Pro Kilogramm Eis wurden 74 Plastikpartikel gefunden; hochgerechnet 131 bis 162 Millionen im ganzen Gletscher. Hauptursache sind die Funktionstextilien der Touristen.
Das Gletscherskigebiet südlich des Stilfser Jochs benutzt den Ebenferner (Vedretta Piana) und die Vedretta del Cristallo. Auf der Nordseite des Kristallkamms fließen noch folgende größere Gletscher:
- Madatschferner (Vedretta del Madaccio)
- Nasenhornferner (Vedretta del Naso)
- Niederer und Oberer Ortlerferner (Vedretta Bassa und Vedretta Alta dell' Ortles)
- Suldenferner (Vedretta di Solda) auf der Ostseite von Ortler, Zebrù und Königspitze bis zum Eisseepass

Der Eispanzer des Cevedale und der Zufallspitzen wird durch die folgenden Gletscher gebildet:
- Vedretta di Cedec nach Nordwesten
- Langenferner (Vedretta Lunga)
- Zufallferner (Vedretta del Cevedale)
- Fürkelferner (Vedretta del Forcola)
- Vedretta de la Mare nach Südosten

Etwas isoliert von diesen großflächig vergletscherten Gebieten liegen die flache Vedretta di Careser (Moosferner) südlich der Veneziaspitze und der Hinteren Rotspitze. An der Nordseite des hier ansetzenden Marteller-Hauptkamms gibt es noch einige kleinere Gletscher.
Der Laaser Ferner (Vedretta di Laas) liegt weitab in den Laaser Bergen.

### Flüsse
Die Ortler-Alpen werden durch die Flüsse Adda und Oglio im Westen und Süden, sowie durch die Etsch und ihren Nebenfluss Noce im Norden, Osten und Südosten entwässert. Die Adda und der Oglio fließen in den Po, die Etsch mündet direkt in die Adria. Somit bilden die Ortler-Alpen vom Stilfser Joch über den Kamm des Fornokessels bis zum Tonalepass die Wasserscheide zwischen Po und Etsch.
Trafoier und Suldenbach, der Laaser Bach, im Martelltal die Plima und im Ultental der Falschauer entwässern die nordseitig gelegenen Täler in die Etsch.
Die Flüsse werden teilweise gestaut und für die Elektrizitätsgewinnung verwendet.

### Seen
Im kristallinen Teil der Ortler-Alpen gibt es immer wieder vereinzelt kleinere Seen. Allein im Ultental werden neben den oben erwähnten Stauseen noch etwa 10 weitere natürliche Seen als Wanderziele erwähnt.
Im oberen Saenttal unterhalb der Hinteren Eggenspitze liegen mehrere kleine, Laghetti di Sternai genannte Seen. Lago Marmotta und Lago Lungo liegen im Val di Mare über der Cevedalehütte, die beiden Laghi del Confinale im Confinalekamm auf über 2900 Meter, am Gaviapass schließlich der Lago Bianco.

### Stauseen

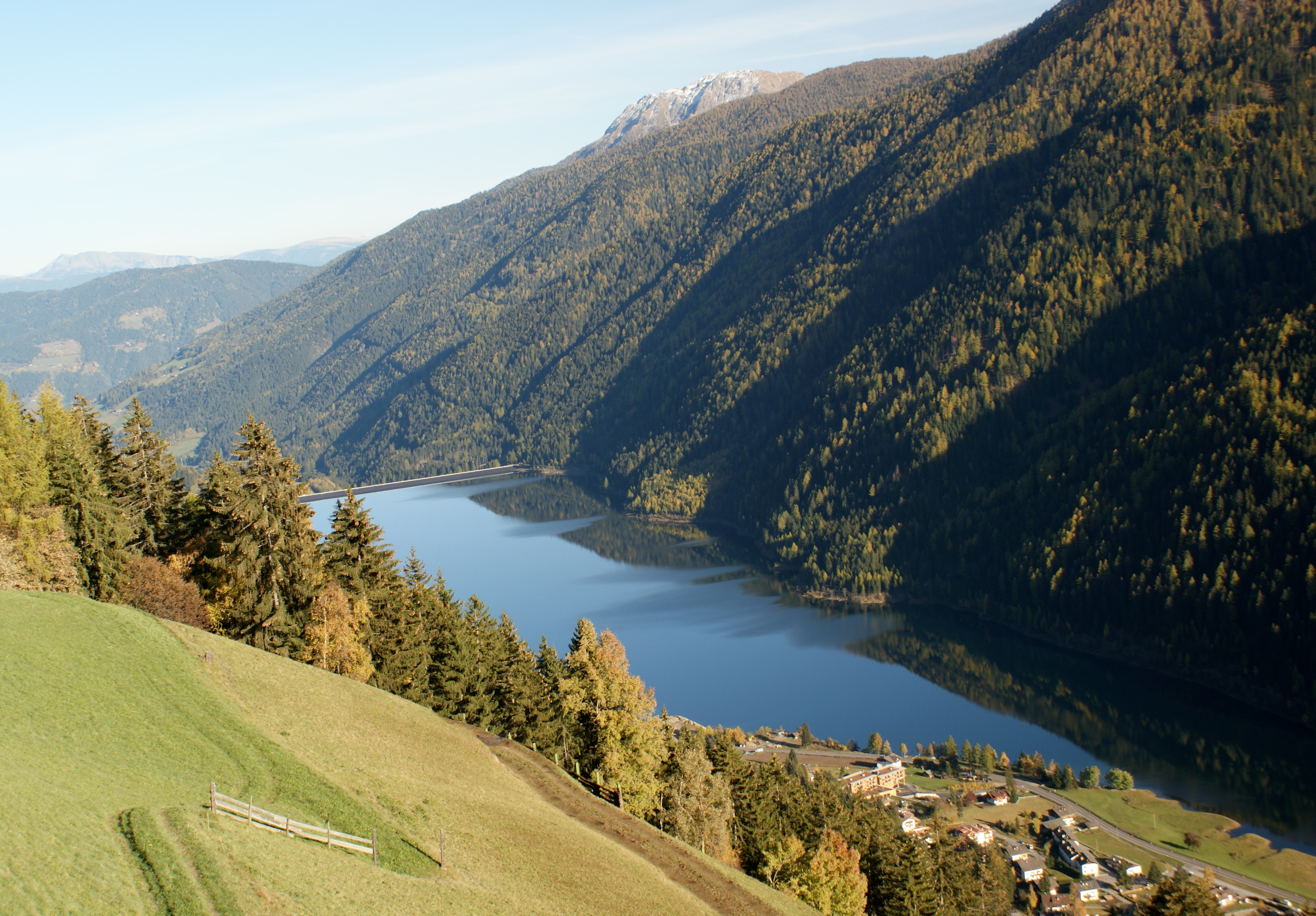
Zoggler-Stausee

Der Zufrittsee ist ein Stausee im Martelltal auf einer Höhe von 1850 m. Der Stausee wurde von 1950 bis 1956 errichtet und wird von der Plima gespeist und durchflossen. Das zugehörige Wasserkraftwerk steht in Laas.
Im Ultental gibt es eine Reihe von Stauseen mit kleineren Kraftwerken (siehe Wasserkraftwerke im Ultental). Am Talende auf einer Höhe von 2529 m liegt der Grünsee, der Reihe nach talauswärts auf 1872 m der Weißbrunnsee, auf 1137 m der Zoggler-Stausee und auf 804 m der Pankrazer See. Hoch über dem Ultental und östlich unterhalb des Hasenöhrls liegt noch der Arzkarsee auf einer Höhe von 1906 m.
Im Süden der Gruppe speisen die beiden Stauseen Lago del Careser  auf 2603 m
und Lago Pian Palù  auf 1800 m das Wasserkraftwerk in Cogolo im Peiotal.

## Geologie

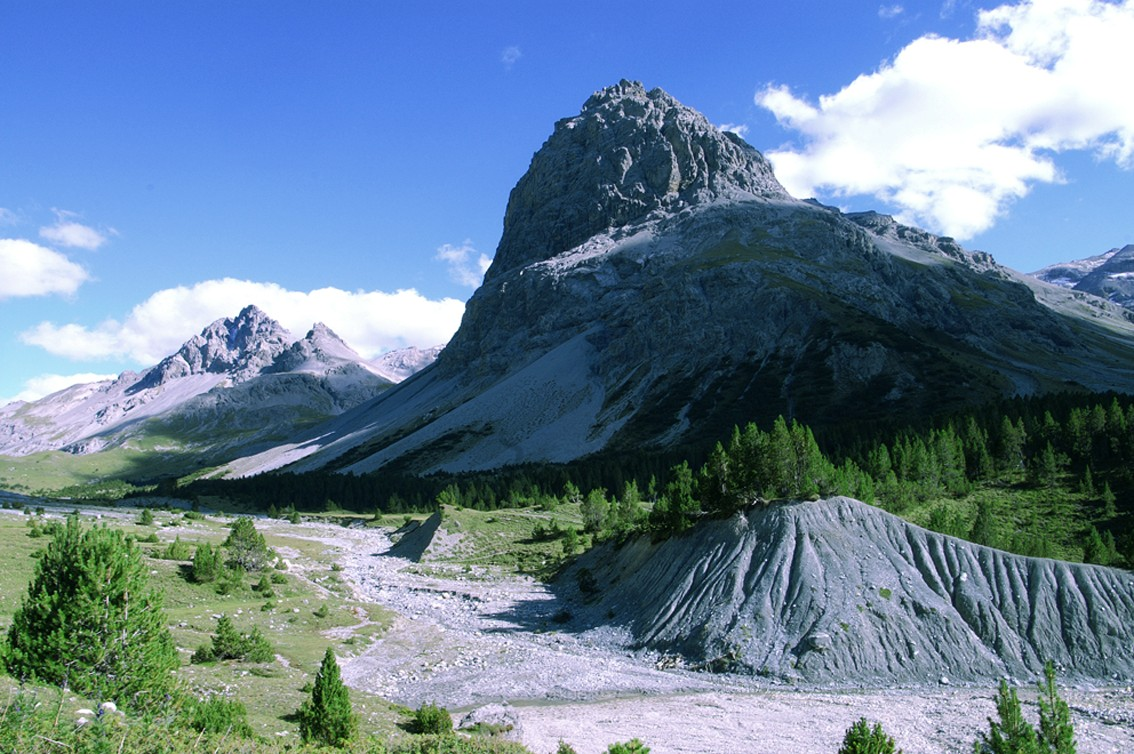
Val Mora (Dolomitgestein)

Die Hauptgipfel der Ortler-Alpen, Ortler, Zebrù und Königspitze bestehen aus Dolomit- und Kalkgestein, das hier als 1000 Meter dicke Sedimentschicht des zentralalpinen Mesozoikums auf dem Veltliner Basiskristallin aufgelagert ist. Dieses entspricht dem Ötztal- und Silvrettakristallin und gehört zum ostalpinen Altkristallin. Dieses tritt großflächig als Quarzphyllit zutage, in der Angelusgruppe auch als Orthogneise. Unter diesen Gneisen und Quarzphylliten kommen auf der Laaser Seite Phyllitgneise mit Einschaltungen von Amphiboliten und vor allem Marmorzügen ans Tageslicht. Diese liefern den berühmten Laaser Marmor, der in mehreren Brüchen abgebaut wird. In der Jennwand bildet der Marmor, der im Tal flach liegt, eindrucksvolle Faltenstrukturen.

## Biogeographie

### Fauna
Neben dem üblichen jagdbaren Wild wie Reh, Gämse und Rothirsch wurden im Nationalpark Steinböcke ausgesetzt.
Murmeltiere findet man recht häufig auf der Südseite des Confinalekamms und im Rabbital, sonst jedoch eher selten. Der Name des Sees Lago Marmotta (ital. marmotta: Murmeltier) auf einer Höhe von 2704 m im hinteren Peiotal weist ebenfalls auf signifikante Vorkommen hin. Bis hinauf zu den Almen ist der Feldhase anzutreffen, in größeren Höhen gelegentlich der Schneehase. Das Verbreitungsgebiet der Schneemaus reicht bis an den Rand der Gletscher. An fleischfressenden Säugetieren findet sich gelegentlich der Rotfuchs in den unteren Lagen und bis hoch hinauf das Wiesel.
Die Ortler-Alpen weisen geringe Bestände an Steinadlern, Uhus, Kolkraben und Auerhühnern auf, etwas öfter sind Haselhuhn und Alpensteinhuhn und noch häufiger das Alpenschneehuhn anzutreffen. Alpensegler, Wasseramsel, Bachstelze, Schneesperling und Alpenbraunelle sind in stark wechselnden Häufigkeiten zu beobachten. In den Bächen tummeln sich Äschen, Bach- und Marmorierte Forellen. An wirbellosen Tieren seien noch der Deutsche Skorpion (Euscorpius germanus) und der Gletscherfloh erwähnt, der auf den Gletschern der Ortler-Alpen seinen Lebensraum findet.

### Flora

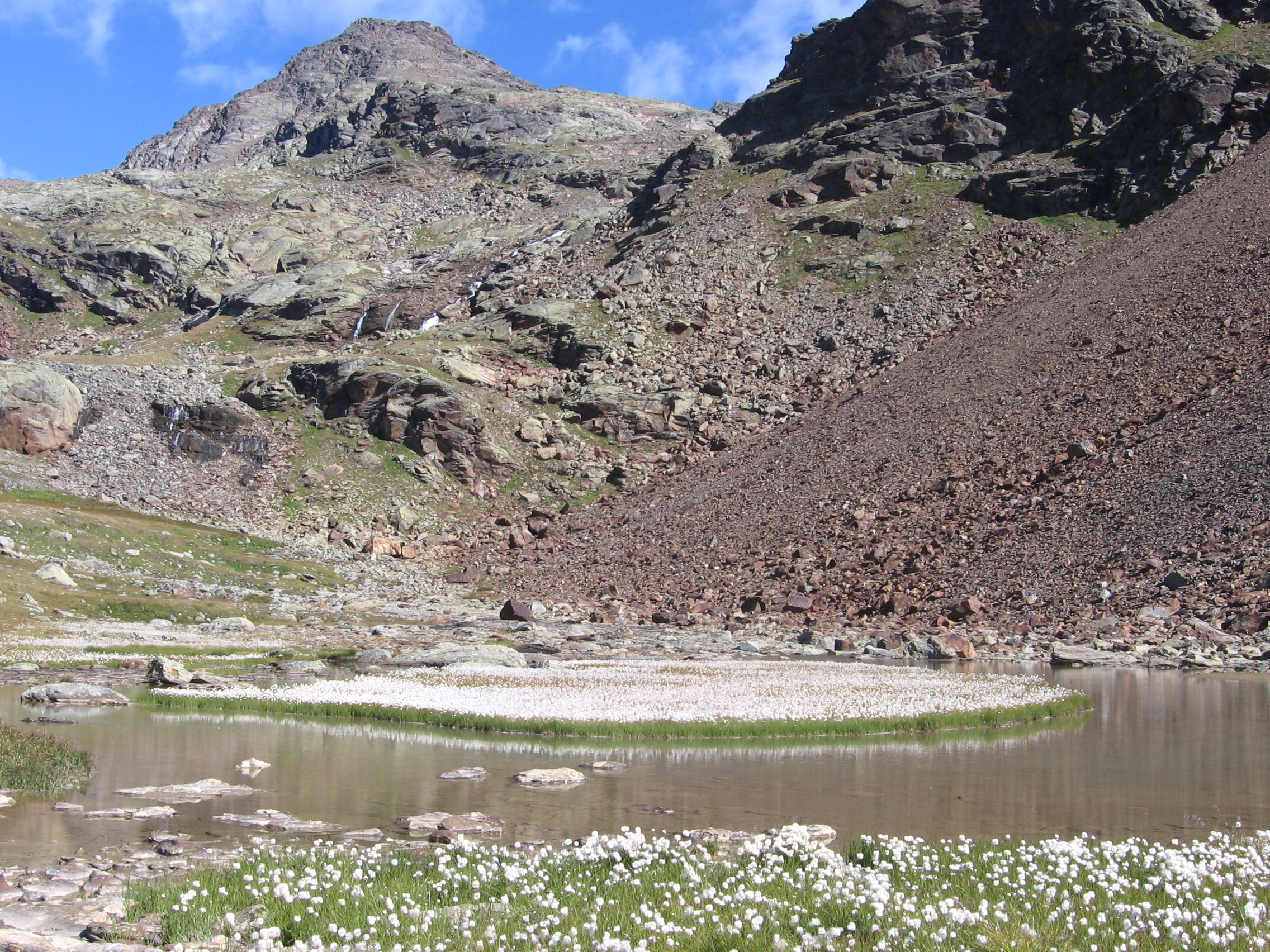
Einer der Sternai-Seen, Scheuchzers Wollgras

Die Bewaldung ist auf der Nordseite des Gebirges dichter und reicht höher hinauf, als an der spärlicher bewaldeten Süd- und Westseite. Im Martelltal liegt die obere Baumgrenze auf über 2000 m, Zirben und Tannen erreichen hier die größten Höhen. Trotz der spärlichen Bewaldung weist die Südseite nicht jene inneralpine Trockenvegetation auf, wie sie für die nach Süden gerichteten Hänge des Vinschgaus (Sonnenberg) typisch sind.
Auf Hängen mit kristallinem Untergrund gedeiht die Grünerle, bis zur Baumgrenze ersetzt sie oft die in den Ortler-Alpen nicht so häufig vorkommende Latsche.
Mehrere Arten des Eisenhuts bevorzugen den kristallinen Untergrund, wo sie oft mit den Grünerlen vergesellschaftet sind.
Ab der Baumgrenze dominieren Enzian und Alpenrose, auffällig sind die Gelbe Alpen-Kuhschelle (Schwefelanemone), der Gletscher-Hahnenfuß und die rote Primel. Das Edelweiß kommt dagegen selten vor. Scheuchzers Wollgras dominiert den Bereich der Hochmoore.
Die nivale Stufe ist geprägt von Flechten und Moosen, gelegentlich wachsen Mannsschild- und Steinbrecharten, der Gletscher-Hahnenfuß und einige Enzianarten.

## Geschichte
Die Ortler-Alpen bildeten jahrhundertelang die deutsch-italienische Sprachgrenze. Diese verläuft zwischen dem italienischsprachigen Trentino im Süden und dem bis 1918 fast vollständig deutschsprachigen Südtirol im Osten und Norden. In den Gemeinden Proveis, Laurein und Unsere Liebe Frau im Walde-St. Felix am Deutschnonsberg im oberen Nonstal im Südosten der Gruppe gab und gibt es ebenfalls eine überwiegend Deutsch sprechende Bevölkerungsmehrheit, während das Val di Sole schon italienisch besiedelt war.
Das Gebiet des Hochstifts Trient, was in etwa dem heutigen Trentino entspricht, geriet schon früh unter starken Einfluss der Grafen von Tirol und später der Habsburger. Nach der Auflösung des Fürstbistums infolge der Säkularisation 1803 fiel das Gebiet an das Kaisertum Österreich. Die Kammlinie der Ortlergruppe vom Stilfser Joch zum Tonalepass nach Westen hin war hingegen viele Jahrhunderte die politische Grenze zwischen dem Habsburgerreich und der Lombardei. Die Lombardei kam mit dem Wiener Kongress 1815 ebenfalls unter österreichische Herrschaft. Diese dauerte bis zum Zweiten Italienischen Unabhängigkeitskrieg 1859 an.
In diese Zeit fällt der militärisch motivierte Bau der Stilfser-Joch-Straße, die bereits 1825 fertiggestellt wurde.
Die bergsteigerische Erschließung der Ortler-Alpen begann 1804 mit der Erstbesteigung des Ortlers durch Josef Pichler, vulgo „Pseirer-Josele“. Von 1865 bis 1868 führte Julius Payer kartographische Aufnahmen des Ortlergebietes durch, er bestieg dabei mit Johann Pinggera 50 Gipfel, darunter zahlreiche zum ersten Mal (Monte Cevedale). Die Payerhütte wurde ihm zu Ehren 1875 gebaut, im gleichen Jahr auch die Schaubachhütte. 1922 wurde mit der hochliegenden Casatihütte die letzte Hütte neu errichtet.
Hans Ertl gelang zu Beginn der 1930er Jahre die Erstbegehung der Nordwände von Königspitze (1930) und Ortler (1931 mit Franz Schmid).
Im Ersten Weltkrieg verlief im Zuge des Gebirgskrieges 1915–1918 die italienisch-österreichische Front über die Berge der Ortler-Alpen, die mit der Ortlerstellung ihre höchstgelegene Stellung erreichte.
Mit dem Vertrag von Saint-Germain fielen Südtirol und das Trentino und damit die Ortler-Alpen an das Königreich Italien.

## Nationalparks
Auf dem Gebiet der Ortler-Alpen liegen der Nationalpark Stilfserjoch und der Schweizerische Nationalpark. Der 1935 gegründete Nationalpark Stilfserjoch umfasst beinahe den gesamten italienischen Teil der Ortler-Alpen mit Ausnahme des Ultentals von St. Gertraud talauswärts einschließlich der das Tal einfassenden Kämme. Der im Kanton Graubünden direkt anschließende Schweizerische Nationalpark umfasst den westlichen Teil der Umbrailgruppe.

## Tourismus

### Schutzhütten
- Alp Muraunza, 2163 m s.l.m., privat, Umbrailgruppe
- Berglhütte (Rifugio A. Borletti), 2188 m s.l.m., 1886 von der Sektion Hamburg des DÖAV erbaut.
- Rifugio Berni al Gavia, 2545 m s.l.m., CAI
- Rifugio Bozzi, 2478 m s.l.m., CAI
- Rifugio Cesare Branca, (Brancahütte), 2493 m s.l.m., CAI
- Casatihütte (Rifugio G. Casati), 3254 m s.l.m., CAI
- Cevedalehütte (Rifugio del Cevedale, Rifugio G. Larcher), 2608 m s.l.m., SAT
- Rifugio Dorigoni, Dorigonihütte, (Rifugio Saent), 2436 m s.l.m., SAT
- Düsseldorfer Hütte, (Zaytalhütte, Rifugio Serristori), 2721 m s.l.m., 1892 von Sektion Düsseldorf des DÖAV erbaut.
- Furkelhütte, 2153 m s.l.m., privat, Chavalatschkamm
- Höchster Hütte, auch Grünseehütte (Rifugio Umberto Canziani), 2560 m s.l.m., CAI, Ultental
- Haselgruberhütte (Rifugio Stella Alpina al Lago Corvo), 2425 m s.l.m., privat
- Hintergrathütte, Bergführergesellschaft Sulden, 2661 m s.l.m.
- Livriohütte (Rifugio Monte Livrio), 3174 m s.l.m., CAI
- Laaser Hütte 2047 m s.l.m., AVS, unbew.
- Marteller Hütte, 2610 m s.l.m., AVS
- Julius-Payer-Hütte, 3029 m s.l.m., 1875 Sektion Prag des DÖAV erbaut.
- Pizzinihütte (Rifugio L. E. Pizzini), 2706 m s.l.m., CAI
- Rifugio Quinto Alpini (V° Alpini-Hütte), 2878 m s.l.m., CAI
- Schaubachhütte (Rifugio Città di Milano), 2581 m s.l.m.
- Tabarettahütte, Bergführergesellschaft Sulden, 2556 m s.l.m.
- Viozhütte (Rifugio Mantova al Vioz), 3535 m s.l.m., SAT. Die Viozhütte ist eine der höchstgelegenen Hütten der Ostalpen.
- Zufallhütte (Rifugio Nino Corsi), 2265 m s.l.m.

### Biwakschachteln
- Capanna Battaglione Ortles, 3130 m s.l.m. ⊙ zwischen Passo Dosegù und Pizzo di Val Umbrina
- Bivacco Giancarlo Colombo, 3485 m s.l.m. ⊙ zwischen Col de la Mare und Monte Ròsole
- Hochjochbiwak (Bivacco Città di Cantù), 3535 m s.l.m. ⊙ am Hochjoch
- Bivacco Giampaolo Del Piero, 3180 m s.l.m. ⊙ am Grat zwischen Monte Confinale und Cima della Manzina
- Bivacco Francesco Meneghello, 3340 m s.l.m. ⊙ am Colle degli Orsi
- Bivacco Ninotta, 3380 m s.l.m. ⊙ zwischen Tucketpass und Hintere Madatschspitze
- Bivacco Leone Pellicioli, 3230 m s.l.m. ⊙ Südgrat des Fernerkogel
- Bivacco Provolino, 3051 m s.l.m. ⊙ westlich des Passo dell’Ables
- Bivacco Séveso, 3398 m s.l.m. ⊙ am Südwestgrat des Pizzo Tresero
- Tablander Warter (Schwarze-Biwak, Bivacco Schwarzer), 2610 m s.l.m. ⊙ Zufrittkamm, oberhalb des Falkomaisees
- Tschirfeckbiwak (Bivacco Vittorio Lombardi), 3316 m s.l.m. ⊙ Ortlernordgrat

### Wintersport
Bekannte Wintersportorte rund um die Ortler-Alpen sind Bormio, Santa Caterina Valfurva, Sulden und im Süden das Peiotal. Auf dem Stilfser Joch gibt es ein Gletscherskigebiet, das tatsächlich, wegen der Wintersperre der Passstraße, nur im Sommer in Betrieb ist. Die Ortler-Alpen sind ein beliebtes Skitourengebiet, viele der Hütten sind daher auch im Frühjahr bewirtschaftet.